# 西洋料理
西洋料理（せいようりょうり）とは、西洋の料理。日本料理や中華料理をはじめとした東洋の料理に対置させられるカテゴリーである。
日本で西洋料理と号する店は、1866年（慶応2年）から所々に出現している。

## 定義
西洋料理と呼ぶ場合は、日本では明治から昭和にかけてフランス料理の紹介が先行した事情から、年輩者を中心にフランス料理のフルコースの料理がイメージされる場合があるが、ヨーロッパに存在する国から伝わり、なおかつエビフライやハヤシライスのように日本でアレンジされていない料理のことをひとまとめに総称することが多い。
かつては洋食もほぼ同義語のように扱われていたが、現在では先述のエビフライやハヤシライスのような日本生まれの西洋風料理のことを西洋料理とは呼ばない。そのため、純粋な西洋発祥の料理を「西洋料理」、日本で独自に変化した西洋発祥の料理を洋食と区別することが多いが、グラタン（フランス料理）やシチュー（イギリス料理）のように西洋の調理法そのものの料理でも、日本で古くから親しまれてきたものは洋食と呼ばれることから、必ずしも明確ではない。また、ファーストフードを除くアメリカ料理も含まれることがある。
ギリシア料理やカフカース地方の料理など、アジアとヨーロッパの境界に位置する国の料理は、隣接する地域の東洋料理（トルコ料理など）との区別が困難である。
またインドからイギリスを経由して伝わった欧風のカレーライスなどは代表的な洋食の一つに位置付けられているが、イギリス本国ではほとんど目にすることがなく、ほとんど日本独自に進化した料理なので西洋料理とは言い難い。なお、ハンバーガーのように、ほとんど米国そのものの作り方で提供しても西洋料理と言うことがほとんどない料理もある。

## 主に日本で認識されている西洋料理
- フランス料理
- イタリア料理
- スペイン料理
- ドイツ料理
- ロシア料理
- イギリス料理
- アメリカ料理
- アイルランド料理
- スイス料理
- ポルトガル料理
- ギリシア料理
- トルコ料理